# Сербський Мілетич
Сербський Мілетич (серб. Српски Милетић) — село в Сербії, належить до общини Оджаці Західно-Бацького округу в багатоетнічному, автономному краю Воєводина.

## Населення
Населення села становить 2356 осіб (2002, перепис), з них:
- серби — 3240 — 91.57%
- чорногорці — 52 — 1.46%,
- югослави — 45 — 1.27%,

Решту жителів  — з десяток різних етносів, зокрема: хорвати, угорці, македонці, роми і кілька русинів-українців.